# Фуентельмонхе
Фуентельмонхе (ісп. Fuentelmonge) — муніципалітет в Іспанії, у складі автономної спільноти Кастилія-і-Леон, у провінції Сорія. Населення — 81 особа (2010).
Муніципалітет розташований на відстані близько 170 км на північний схід від Мадрида, 44 км на південний схід від Сорії.

## Демографія
Динаміка населення (INE ):

## Галерея зображень

Розташування муніципалітету Фуентельмонхе